# José Hierro
José Hierro del Real, numit colovial și Pepe Hierro, (n. 3 aprilie 1922 - d. 21 decembrie 2002) a fost un poet spaniol. Aparținând generației postbelice, a evoluat de la un lirism intimist, la o poezie în ritmuri libere închinată solidarității umane și încrederii în viitor.

## Scrieri
- 1947: Tărâm fără noi ("Tierra sin nosotros")
- 1947: Bucurie ("Alegría")
- 1950: Cu pietrele, cu vântul ("Con las piedras, con el viento")
- 1955: Statui care zac ("Estatuas yacentes")
- 1957: Atât cât știu despre mine ("Cuanto sé de mí").

José Hierro a înființat revista Proel și a colaborat cu articole de critică literară în publicația El alcazar.